# Фагот
Фаготът (на италиански: fagotto = „връзка“, „сноп“, на немски: Fagott; на френски: basson; на английски: bassoon) е музикален инструмент от групата на дървените духови инструменти, чието име произлиза от вида на конструкцията му, тъй като фаготът е съставен от няколко части.

## Описание
Съставен е от 4 сегмента тръби, които се съединяват в краищата. Спада към духовите инструменти с двойна тръстикова пластинка, наречена стройка, която се вкарва в есо (метална извита тръбичка). Дясната ръка е поставена върху халтер (малка извита дървена част), който спомага за по-лесното поддържане на инструмента в позиция за изпълнение, а оттам – и за по-лесното изсвирване на тонове и пасажи.
Промяната на тоновете става чрез отваряне и затваряне на клапи и вентили. Има 16 – 22 клапи. Нотира се на фа-басов и до-теноров ключ.